# Бой при Сан-Микеле
Бой при Сан-Микеле (фр. Combat de San Michele) — бой французской дивизии генерала Жана Серюрье с пьемонтским корпусом под командованием генерала Жана-Гаспара Диша, произошедший 19 апреля 1796 года в Сан-Микеле, возле Мондови, в Пьемонте, в ходе итальянской кампании 1796 года эпохи французских революционных войн. Бой закончился победой сардинских войск и отступлением французов на исходные позиции.

## Перед боем
После сражения у Миллезимо сардинский генерал Колли 17 апреля мужественно защищал передовые укрепления своего лагеря у Чевы против бригад Жубера и Бейрана, но видя, что Серюрье вышел из Момбазильо, а Массена из лощины Баркаро на его коммуникации с Кастелино, ночью очистил укрепленный лагерь, оставив несколько батальонов в цитадели, бросил свою полевую артиллерию и отступил, переправился через Танаро и отошел за р. Корсалья, заняв выгодную позицию при Мондови. Правый фланг которой под командой генерала Бельгарда примыкал к церкви Мадона-дель-Вико, центр генерала Диша (8000 солдат и 15 пушек) стоял при Сан-Микеле, а левое крыло под командой Пилати растянулось до Лезеньо. Мост при этом селении был разрушен, другие, при Сан-Микеле и Ла-Торре, защищались батареями.
В тот же самый день Бонапарт перенес свою главную квартиру в Чева. Армия переправилась через Танаро. Командовавший кавалерией генерал Стенжель переправился через Корсалью у Лезеньо и произвел разведку местности. Главная квартира прибыла в замок Лезеньо, на правом берегу этой реки, около впадения её в Танаро.
Бонапарт приказал Серюрье овладеть Сан-Микеле и Ла-Торре, Дамартену перейти Корсалью при Лезеньо, Ожеро переправиться через Танаро и обойти левое крыло сардинцев.

## Ход боя
С самого начала боя неудачи преследуют французов. Солдаты Ожеро, из-за паводка и огня пяти артиллерийских орудий, не смогли пересечь Танаро. Атака дивизии Серюрье на мост у Сан-Микеле, была отражена с потерями.
Вскоре после этого стрелки генерала Гие обнаружили пешеходный мост через реку немного южнее, недалеко от деревни Торре Мондови. Бригада Гие переходит по нему и наступает на правый фланг пьемонтской армии. Сардинцы беспорядочно отступили из Сан-Микеле, позволив французской бригаде Фиорелла, в свою очередь, перейти мост и занять поселок. В суматохе Колли чуть не попадает в плен, Диша схвачен, но сбегает.
Голодные и недисциплинированные французские солдаты начинают грабить поселок. Рота швейцарских гренадеров, бывшая на службе в сардинской армии, воспользовавшись беспорядком, царившим у французов, отвоевывает часть Сан-Микеле.
Рано утром 20-го в результате общей контратаки под командованием Колли дивизия Серюрье была выбита из Сан-Микеле, за исключением бригады Гие, которой удалось удержаться на окраине, и отступила на исходные позиции в Чеву.

## Результаты
Оба войска возвратились на свои позиции, и Бонапарту пришлось переделывать первоначальный план. 20 апреля командующий послал дивизию Массены вперед, пока остальные войска отдыхали. Ночью 20 апреля Колли решает покинуть свои позиции у Корсальи и отступить за реку Эллеро в Мондови. Разрушив мосты и оставив гореть костры, солдаты Колли вечером отступают. В полночь Бонапарт, заметив уход своего противника, немедленно приказал преследовать его, используя брод, обнаруженный его разведчиками.